# Zingha moralesi
Zingha moralesi är en fjärilsart som beskrevs av Bustillo 1973. Zingha moralesi ingår i släktet Zingha och familjen praktfjärilar. Inga underarter finns listade i Catalogue of Life.